# Megacerus impiger
Megacerus impiger är en skalbaggsart som först beskrevs av Horn 1873.  Megacerus impiger ingår i släktet Megacerus och familjen bladbaggar. Inga underarter finns listade i Catalogue of Life.